# Leiko Wu
Leiko Wu es un personaje que aparece en los cómics publicados por Marvel Comics. Es una agente secreta nacida en Hong Kong.

## Historial de publicaciones
El personaje, creado por Doug Moench y Paul Gulacy, apareció por primera vez en Master of Kung Fu #33 (octubre de 1975).

## Biografía ficticia
Leiko Wu es una agente china-británica del MI6. Al unirse, entabló una relación sentimental con Clive Reston, pero lo dejó por Simon Bretnor, quien luego se convirtió en el villano Mordillo. Pronto se unió a Reston junto con sus nuevos aliados Black Jack Tarr y Shang-Chi, por el último de los cuales desarrolló sentimientos. Juntos, derrotaron a Mordillo. Ella continuó yendo en varias misiones con Shang-Chi y Reston, lo que generalmente causaría una tensión incómoda entre ellos. Wu también ayudaría a Shang-Chi a derrotar a su padre, Zheng Zu, en un par de ocasiones.
Algún tiempo después de que terminó su relación con Shang-Chi, Leiko es asesinada por Razor Fist mientras trabajaba encubierta en las tríadas del MI-6. El asesinato de Leiko lleva a Shang-Chi a regresar a Londres, donde se reúne con Tarr y su antiguo enemigo Skull Crusher, quien alega que Leiko planeaba desertar del MI-6 por él. Cuando se revela que el empleador de Razor Fist es Dragón Blanco, el líder del clan de la tríada rival de Skull-Crusher, Shang-Chi y Skull-Crusher llegan a la finca de Dragón Blanco, pero son capturados por el hermano de Shang-Chi, Sol de Medianoche, Maestro del Dragón Blanco. Sol de Medianoche decapita a Dragón Blanco y Skull-Crusher para el ritual Mao Shan Pai, que requiere las cabezas de los líderes de la tríada. En lugar de otorgarle los poderes que el ritual le otorgaría, el hechizo resucita a Leiko debido a que Skull-Crusher la convierte en secreto en la líder de su clan antes de su muerte. Leiko usa sus nuevos poderes para dominar Razor Fist y convoca a los espíritus de los líderes de la tríada muerta para arrastrar a Sol de Medianoche de regreso a su reino. Shang-Chi no puede devolver a su antigua amante a su estado normal y ella huye cuando Tarr llega a la finca con refuerzos. Más tarde se ve a Leiko tomando una foto que Shang-Chi deja en su tumba de los dos.
Leiko finalmente reanuda sus funciones con el MI-6. Cuando MI-6 descubre que la organización de Zheng Zu (la verdadera identidad de Fu Manchú) está activa nuevamente, Leiko visita a Shang-Chi en su nueva residencia en San Francisco para advertirle, solo para que los dos sean atacados por asaltantes desconocidos. Los dos son rescatados por los medios hermanos previamente desconocidos de Shang-Chi, el hermano Saber y la hermana Dagger, quienes revelan que Shang-Chi ha sido elegido por el espíritu de Zheng Zu como el nuevo Comandante Supremo de la Sociedad de las Cinco Armas, el verdadero nombre de la organización de su padre. Saber y Dagger solicitan la ayuda de Shang-Chi para derrocar a la Hermana Hammer, la líder ilegítima de la Sociedad y su hermana completa perdida, Shi-Hua, quien envió a los asesinos a matar a su hermano para consolidar su regla. Leiko lleva a Shang-Chi de regreso a Londres, donde se encuentran la Casa del Bastón Mortal y la Hermana Hammer. A pesar de la oferta de ayuda de Leiko, Shang-Chi insiste en enfrentarse solo a su hermana. Leiko proporciona a Shang-Chi información a través de una llamada telefónica sobre un mapa que conduce a la tumba de su tío Zheng Yi e intenta evitar una redada dirigida por el MI5 en la Casa del Personal Mortal; el oficial principal ignora sus advertencias y lidera un asalto, solo para que él y sus fuerzas sean masacrados por Shi-Hua y sus secuaces. Cuando Shi-Hua y su ejército Jiang Shi ataca Londres, Leiko y el MI-6 ayudan a defender la ciudad con Shang-Chi y sus hermanos. Después de que el ejército es derrotado y Shi-Hua es sometido, Leiko intenta dispararle en la cabeza, pero la bala es atrapada por Shang-Chi, quien permite que su hermana huya.
Mientras Shang-Chi todavía está en Londres, Leiko se acerca a él en nombre del MI-6 y le pide que robe la mística Espada Equinox del Museo Británico antes de que pueda ser subastada debido al peligro que representa la espada. Leiko guía a Shang-Chi a través de audífonos a través de los sistemas de seguridad del museo, pero se encuentra con Lady Deathstrike, que acababa de robar la espada y usó su poder para robar las almas de los guardias del museo. Después de una lucha prolongada y con la ayuda de Leiko, Shang-Chi golpea a Deathstrike por una ventana y destruye la espada, liberando las almas que consumió para regresar con sus víctimas. Por su problema, Leiko invita a Shang-Chi un Gelato.

## Poderes y habilidades
Posee poderes sobrenaturales desde su resurrección y sabe artes marciales, espionaje y armas de fuego.

## Otras versiones
Leiko Wu existe en Ultimate Universo Marvel. Ella es contratada por el padre de Shang-Chi para contratar a otras personas para traerlo de regreso a China con vida, y desarrolla un interés en Shang-Chi después de que detiene a algunos hombres que le robaron las maletas.